# Solânea (kommun)
Solânea är en kommun i Brasilien.   Den ligger i delstaten Paraíba, i den östra delen av landet, 1 700 km nordost om huvudstaden Brasília. Antalet invånare är 26 689. Arean är 266 kvadratkilometer.
Terrängen i Solânea är kuperad åt nordost, men åt sydväst är den platt.
Omgivningarna runt Solânea är huvudsakligen savann. Runt Solânea är det ganska tätbefolkat, med 120 invånare per kvadratkilometer.